# Žalm 65

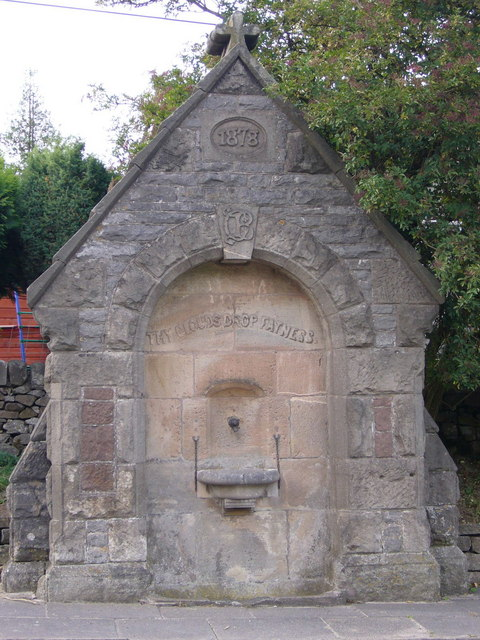
Pitná fontána u hlavní silnice v Cauldonu, hrabství Staffordshire. Nápisy: "1878", monogram "CB" - pravděpodobně "ve tvých stopách kane tučnost", žalm 65,12

Žalm 65 („Ztišením se sluší tebe chválit“) je biblický žalm. V překladech, které číslují podle Septuaginty, se jedná o 64. žalm. Žalm je nadepsán těmito slovy: „Pro předního zpěváka, žalm. Davidův, píseň.“ Podle některých vykladačů toto nadepsání znamená, že žalm byl určen k tomu, aby jej při určitých příležitostech odzpívával zkušený zpěvák s doprovodem hudby za přítomnosti krále z Davidova rodu. Tradiční židovský výklad naproti tomu považuje žalmy, které jsou označeny Davidovým jménem, za ty, které sepsal přímo král David.